# Хауард Хјуз
Хауард Робард Хјуз Млађи (енгл. Howard Robard Hughes, Jr.; Амбл, 24. децембар 1905 — Хјустон, 5. април 1976) је био амерички милијардер, инвеститор, авијатичар, филмски продуцент, режисер и инжењер. Скоро целог свог живота је био веома присутна личност у медијима, делом због филантропизма и градње великих авиона, али и због бурног љубавног живота. Хјуз је наиме био у вези са бројним холивудским звездама А листе. Међу њима су Кетрин Хепберн, Ава Гарднер, Рита Хејворт, Мерилин Монро и друге. Био је један од најбогатијих људи на свету, а умро је од неухрањености.
Амерички сценариста стрипова Стен Ли осмислио је лик Тонија Старка (Ајрон Мен) по узору на њега.

## Животопис

### Рани живот
Хауард Хјуз рођен је у месту Хамбл (што на енглеском значи „скроман” или „понизан”), у близини Хјустона у Тексасу, 24. септембра 1905, а не на Бадњи дан исте године, као што је касније записано у књизи рођених. На дан кад се родио, беснело је олујно невреме, што, можда, објашњава погрешан датум у његовом родном листу. Он је, наиме, издан после рођења, јер се ни лекар, ни бабица због невремена нису могли пробити до Хјузове мајке кад су јој започели трудови, те је морала да се породи уз помоћ укућана. Његова мајка Алене Гано била је неуротична богата наследница из Даласа, а отац Хауард Робард Хјуз подузетник и бушач нафте у доба тексашког нафтног бума.
У школи се Хауард, због посесивне и неуротичне мајке која га је поприлично размазила, није превише дружио са својим вршњацима. Кад год би био болестан - а то је било често, јер је био болешљив - мајка га је позивала да спава у њеној соби, а отац је спавао сам у гостињској соби на другом спрату. Кад му је било четири године, његов је отац створио велико богатство изумом бушачке опреме Хјуз рок итер, која је знатно унапредила методе вађења нафте у целом свету. Том су се опремом могле пробијати и најчвршће гранитне стене те се она и данас користи.
Уз таквог оца није чудно што је и Хјуз од малена веровао да човек може остварити све што пожели - само ако се довољно потруди. Повучени дечак улагао је голем труд у оно што га је занимало. Често је маштао о пловидби, па је научио Морзеове знакове и као једанаестогодишњак конструисао први бежични одашиљач у Хјустону како би могао да разговара с поморцима који су пловили на бродовима у Мексичком заливу. За породичну вилу је конструирао интерфон, а потом је успео да стави мотор на свој бицикл.
Осим оца, на њега су у детињству снажно утицала још два мушкарца. Деда Феликс Хјуз, егоцентрични судија из Ајове, који му је објаснио да човек мора прво угодити себи, па тек онда другима, те стриц Роберт, романописац и бродвејски сценариста, дивна особа која се каткад претварала у монструма, попут главног јунака романа Роберта Луиса Стивенсона „Чудни случај доктора Џекила и господина Хајда”. Малог Хауарда опчињавале су стричеве приче о Бродвеју и сусретима с глумицама и певачицама.
У школи је Хауард волео математику и техничко образовање, али га је голф занимао више од учења. Ипак, уписао се на престижни факултет Калифорнијски технолошки институт, а касније се пребацио на исто тако цењени Рајс универзитет у Хјустону. Међутим, школу је брзо запустио након што је у деветнаестој години остао без оба родитеља. Мајка му је умрла 29. марта 1922, а отац 14. јануара 1924. Хауард Хјуз је наследио је очево предузеће Хјуз тул кампани, вредну око 900 хиљада долара, у то доба огроман новац.

### Одлазак у Холивуд
С једне стране, срамежљив и повучен, Хјуз је био истодобно веома амбициозан. Желео је да настави очев посао, те да буде још успешнији од њега. Четири је године управљао очевим предузећем и током тог времена покренуо и неке друге послове. Затим је, 1926, кад му је била 21 година, опчињен тада тек процвалом филмском индустријом, отишао у Холивуд и започео каријеру филмског продуцента. Са собом је повео и супругу, Елу Рајс, жену из угледне тексашке породице, којом се оженио три године раније у Хјустону.
За вођење послова у Холивуду ангажовао је Ноја Дитриха, бившег боксера, који није ни слутио што ће све морати да ради. Током следећих 40 година Дитрих му је био не само књиговођа него и замена за оца, психијатар, човек од највећег поверења, каткад једини којем је неизлечиви ексцентрик веровао. Хјуз је, наиме, свом двоструко старијем запосленику објаснио да сви велики људи имају јасно зацртане циљеве, а његови су да буде највећи играч голфа, најбољи пилот, најјачи филмски продуцент и најбогатији човек на свету, који ће уз то освојити највише најлепших жена на свету.
Дошавши у Холивуд, Хјуз је одсео у хотелу Амбасадор, окупљалишту људи из света филма, почео се дружити с глумицама, али и посећивати чувени бордел мадам Мод. Висок 193 центиметра, наочит и богат, Хауард је за жене био неодољив. Једини је проблем био у томе што је био ожењен, те је супругу Елу уверио да се врати у Хјустон.
Брак су до раскида 1929. одржавали писмима и телеграмима, а разводу је допринела веза с Били Дав, звездом немог филма, првом женом у коју се Хјуз истински заљубио. Надлетао је места на којима је снимала и даровао јој јахту, те је Ела схватила да у браку нема више шта да тражи. Пристала је на накнаду од 1,2 милиона долара, уместо 10 колико је могла да добије и нестала је из Хјузовог живота. Били је у вези с њим остала дуже него што је ико очекивао, разумела га је и волела, те се тихо повукла кад је схватила да он никад неће бити само њен, нити дискретан у многобројним холивудским љубавним авантурама.

### Анђели пакла
Након три неуспешна филма, Хјуз је 1930. направио „Анђеле пакла”, ратни филм епске ширине, о пилотима Краљевског ваздухопловства у Првом светском рату. За потребе снимања Хјуз је и сам полетео, срушио се, претрпео потрес мозга, пао у једнодневну кому и пробудивши се из ње отишао право на сет. Ангажовао је пилоте каскадере, а по Европи је накуповао много аутентичних британских, француских, немачких и америчких летелица из Првог светског рата. Филм је коштао тада рекордних 3,8 милиона долара, али Хјуз се није жалио кад је и сам схватио да неће вратити уложени новац, а камоли зарадити. Он је, наиме, већ добио нову играчку: током снимања положио је пилотски испит и добио дозволу, што га је одушевило.
Откако је, наиме, као 14-годишњак први пут летео авионом, постао је опседнут ваздухопловима. Та га опседнутост није напустила до краја живота, а непосредно је утицала на његове прве пословне потезе и успехе. Једном се 1932. чак, да би од темеља научио како функционишу велике ваздухопловне компаније, под лажним именом, запослио прво као достављач, а потом и као копилот у Американ ерлајнсу, али је убрзо откривен. За разлику од осталих челних људи у авиоиндустрији тог времена, Хјуз је радије време проводио у кокпиту, него у дворанама за састанке. Након оснивања Хјуз еркрафт компаније у Калифорнији, већ је знатно увећао свој иметак, те је даровао властити профит у том послу за покретање Медицинског института „Хауард Хјуз”, који и данас постоји.